# 打撃妨害
打撃妨害（だげきぼうがい）は、野球において、守備側が打者の打撃行為を妨害した場合に、打者に一塁が与えられる規則である。

## 概要
多くの場合打撃妨害は、捕手が打者または打者のバットに触れることで起こるが、内野手が打撃の妨げになった場合にも打撃妨害となることがある（例えば、送りバントを阻止しようとする一塁手が、著しく前進守備をした場合など）。打撃妨害により打者が一塁を与えられたときは、その打者は打席を完了したことにはなるが打数はカウントされない。打撃妨害行為を行った野手には失策が記録される。英語圏では守備妨害と同様、interference（インターフェアランス）の一種とされる。
なお、ロジンバッグを粉が飛び散るほど手に付けて投球するなど投手側が行う打者に対する妨害行為は、打撃妨害ではなく反則投球にあたる。

### 打撃妨害が宣告される場合
- 捕手が打者または打者のバットに触れた。ミットをはじめ、捕手が身につけている野球具で触れても同様。
- 捕手がボールを持たずに、本塁上または本塁より前に出てきた。
- 打者が打つ前に、捕手または野手が投球を本塁上または本塁より前で捕球した。

## 処置
打撃妨害が発生した際の処理は、発生後にもプレイが継続したか否かによって変わってくる。

### プレイが継続しなかった場合
審判員は頭上で左手の甲を右手で叩くジェスチャーをして「打撃妨害」と宣告し、タイムをかけてボールデッドにする。打者には一塁が与えられ、後位の走者に元の塁を明け渡す必要がある走者（一塁走者と、一塁に走者がいるときの二塁走者と、満塁時の三塁走者）にも次の塁が与えられる（打撃妨害によって三塁走者に本塁が与えられ得点しても、投手の自責点にはならない）。また、走者が盗塁を試みていた場合には、盗塁による進塁は認められる。ただし、盗塁先の塁を占有している走者（例えば二塁走者が三盗しようとしたときの三塁走者）が盗塁しようとしていなかった場合には、前の走者に進塁が認められないので、結果として盗塁による進塁が認められなくなる。
三塁走者がスクイズプレイまたは盗塁を試みたときに、捕手やその他の野手が、ボールを持たずに本塁上または本塁より前に出てきた場合には、投手にボークを課して、三塁走者を含む全走者に一個の安全進塁権を与える。さらに打撃妨害を宣告して打者にも一塁を与える。この際はボールデッドになる。ただし、投手が投手板（プレート）を外して捕手に送球した場合は、捕手が本塁上に出てきて捕球するのは正当な守備行為であり、これを打者が打つのはかえって守備妨害にあたる。

### プレイが継続した場合
打撃妨害にもかかわらず、打者が投球を打つなどしてプレイが継続したときは、球審はそのままプレイを続行させる。
打者が安打、野手の失策、野手選択、四死球、振り逃げ、その他で一塁に達し、かつ塁上にいる全ての走者も一個以上の進塁ができたときは、妨害とは関係なくプレイが続けられる。全ての打者と走者が一個以上進塁し、さらに進塁しようとしてアウトになった打者や走者がいたとしても同様である。打撃妨害による失策も記録されない。
それ以外のケース（一個も進塁できなかった打者又は走者がいるとき）では、「プレイが継続しなかった場合」と同様の措置とする。ただし、攻撃側チームの監督は、打撃妨害による安全進塁権を得る代わりに、プレイの結果を活かすことを選択する旨を球審に通告することができる（監督の選択権と呼ばれることがある）。
例1無死二塁で、打者が打撃妨害にもかかわらず送りバントを成功させ、打者走者は一塁でアウトになり、二塁走者が三塁に進塁した。球審は、プレイが一段落したところで「打撃妨害」を宣告し、二塁走者を二塁に戻し、打者走者に一塁を与え、無死一・二塁から試合を再開させる。
- 攻撃側チームの監督がプレイを活かすことを選択した場合は、打者走者がアウトになって二塁走者が三塁に進塁し、一死三塁から試合が再開される。
- 投球と同時に二塁走者がスタートを切って盗塁を試みていた場合は、この盗塁による進塁が認められるので、二塁走者に三塁を与え、無死一・三塁から試合を再開させる。

例2一死三塁で、打者が打撃妨害にもかかわらず外野へ飛球を打ち上げて捕球され、打者はアウト、三塁走者はタッグアップして本塁に到達した。球審は、プレイが一段落したところで「打撃妨害」を宣告し、三塁走者を三塁に戻し、打者走者に一塁を与え、一死一・三塁から試合を再開させる。
- 攻撃側チームの監督がプレイを活かすことを選択した場合は、打者走者がアウトになって三塁走者の得点が認められる。得点1を得て、二死無走者から試合が再開される。

なお、攻撃側チームの監督がプレイを活かすことを一旦選択したら、取り消すことはできなくなる。例えば、上記の例2で、三塁走者のタッグアップによる離塁が、外野手が打球に触れるときより早かった場合に、守備側がこのことをアピールして三塁走者がアウトになったとしても、通告を取り消して打撃妨害に戻すことはできない。

## 打撃妨害の多い打者
日本プロ野球の中日ドラゴンズでプレーした中利夫は、打撃妨害を受けることの多い選手として知られた。低いコースの投球には体を伸ばし、高いコースの投球には体を縮めてボールカウントを稼ぐ「ちょうちん打法」を得意としていた。それを防ぐため、捕手は打者に近い位置で捕球することを考えた結果、ミットとバットが接触し、打撃妨害になることが多かった。なお、中の通算記録は21回でNPB史上最多である。
打撃妨害は打者のバットと捕手のミットの接触により記録される性質上、日米共に特定の打者に集中して発生しやすい傾向があるとされる。MLB史上最多安打のピート・ローズ(通算29回、MLB史上2位)、NPB史上最多安打の張本勲(通算10回、NPB史上7位タイ)のように、日米共に通算打数よりも安打や出塁が多い打者ほど打撃妨害が多くなる傾向がある事も、同時に指摘されている。
NPBでは通算2000本安打以上の打者のうち、通算打席史上最多の11970打席に立った野村克也、2位の王貞治(11866打席)は生涯一度も打撃妨害を記録していないが、3位の張本(11122打席)、10傑圏外の山内一弘(8898打席)はそれぞれ通算10回記録している。広尾晃によると、NPBにおける打撃妨害上位10傑のいずれも、三振が少なくバットコントロールが上手いとされる巧打者である傾向があると述べており、MLB移籍後に合計10回の打撃妨害を記録した松井秀喜の談話を根拠とする形で、打撃妨害は「野球を熟知した打者の奥の手」という説を提示している。広尾はまた、打撃妨害はシーズン記録では特定選手の特定シーズンに突如集中して発生しやすい傾向がある事にも言及しており、史上1位の1960年小玉明利(シーズン6回)、史上5位の2009年栗原健太(同4回)など、明確に「曲者の打者」と認知されている者が多い事を指摘している。
ジョー・ジラルディによると、米国ではジャコビー・エルズベリー(通算31回、2018年時点でMLB史上最多)、カール・クロフォード(通算17回、同5位)、ジョシュ・レディック(通算15回、同9位)らのように「打撃妨害で悪名高い」と明確に認識される打者が存在しているとされる。ジラルディの経験上、打撃妨害は投球が大きく外れたボールゾーンからストライクゾーンに飛び込んでくるような変化球で特に発生しやすく、バットを長く持ってスイングのタイミングを遅らせ気味に振る打者、ファウルチップの捕球やストライクの判定を有利に取る事を狙いすぎてミットをストライクゾーンに突っ込ませるように捕球しがちな捕手の組み合わせでも発生しやすいとしている。

## 事例

### サヨナラ打撃妨害
日本プロ野球において、打撃妨害によるサヨナラゲームは3例記録されている。
1964年8月22日、東京オリオンズ対阪急ブレーブス21回戦（東京スタジアム）
12回裏の東京の攻撃時、二死満塁の場面で、三塁走者の大坂雅彦がホームスチールを狙ってスタートを切り、これを見た打者の岩本進が投手の投球にバットを出してファウルボールを打ったが、このとき阪急の住吉重信捕手のミットに岩本のバットが接触していた。道仏訓球審が打撃妨害を宣告し、三塁走者の大坂が得点してサヨナラゲームとなった。
1975年9月15日、阪神タイガース対大洋ホエールズ26回戦（阪神甲子園球場）
12回裏の阪神の攻撃時、二死三塁、打者が池辺巌の場面で、三塁走者の末永正昭がホームスチールを狙ってスタートを切った。この際に大洋の小谷正勝投手がセットポジションの体勢から静止せずに本塁へ投球した上、その投球を捕手の福嶋久晃が本塁に身を乗り出して捕球を試みて池辺の打撃を阻む形となったため、福井宏球審は打撃妨害を宣告し、併せてボークを宣告して三塁走者の末永に本塁を与え、阪神がサヨナラ勝利した。
2006年9月7日、横浜ベイスターズ対広島東洋カープ18回戦（下関球場）
10回裏の横浜の攻撃時、二死満塁で打者の佐伯貴弘が広島の永川勝浩投手が投じた球をスイングした際に佐伯のバットが石原慶幸捕手のミットに接触した。佐伯は吉本文弘球審に打撃妨害をアピールし、吉本もそれを認めたため、佐伯には一塁が与えられ、三塁走者の藤田一也が得点してサヨナラゲームとなった。

### 監督の選択権
2008年5月31日、埼玉西武ライオンズ対中日ドラゴンズ1回戦（西武ドーム）
2回裏の西武の攻撃時、一死一・三塁で打者の細川亨のスイングしたバットが中日の小田幸平捕手のミットに接触した。打球は二塁手の前に転がり、二塁手が捕って一塁に送球し、細川はアウトになったが一塁走者、三塁走者はともに進塁した。西武の渡辺久信監督は、打撃妨害による安全進塁権を得て一死満塁とする代わりに、プレイを活かして1点を得た上で二死二塁とすることを選択した。
2014年4月16日、ニューヨーク・ヤンキース対シカゴ・カブス（ヤンキー・スタジアム）
5回裏のヤンキースの攻撃時、一死三塁で打者のジャコビー・エルズベリーが投手へのゴロを打ち、その間に三塁走者が生還し、打者はアウトになった。打撃の際、スイングしたバットがカブスのジョン・ベイカー捕手のミットに接触していた。ヤンキースのジョー・ジラルディ監督は、打撃妨害による安全進塁権を得て一死一・三塁とする代わりに、プレイを活かして1点を得た上で二死走者なしとすることを選択した。